# 大原櫻子のオールナイトニッポン0(ZERO)
『大原櫻子のオールナイトニッポン0(ZERO)』（おおはらさくらこのオールナイトニッポンゼロ）は、ニッポン放送で2014年3月31日より放送していたラジオ番組である。2014年6月30日に、全14回で終了した。

## 概要
2013年12月28日に『大原櫻子のオールナイトニッポンR』が放送された。
この番組では、随所に、初々しさと共に、抜群の度胸を見せながら、リスナーからのお悩み相談コーナーに加え、自身のキャッチコピーを募るコーナーを行い、さらに、スタジオにギターを持ち込み、即興での生歌を披露したことが話題となり、さらに、そのパーソナリティ力が高く評価されて、大抜てき。
今回のこの番組のパーソナリティのオファーを受けた大原は、「驚きと戸惑い」を見せつつも快諾した上で「前回は本当にあっという間に時間が過ぎちゃって。」と前回を振り返り、さらに、「リスナーの方とのやりとりも楽しくて今回レギュラーをやらせていただけることが、とても幸せです。今の自分らしさを出していきつつも、ラジオをやりながら新しい自分も発見できればいいなと思います」とした上で、「聴いている方がもっともっと元気になってもらえるように明るいラジオにしたいと思います。ぜひ聴いてください」という風に抱負を述べている。その後、2014年3月25日に行われたオールナイトニッポン新パーソナリティ発表会見で大原は「去年の12月に「オールナイトニッポンR」をやらせて頂いて、そこでラジオの楽しさを味わった。レギュラーとしてできるのが楽しみ。「オールナイトニッポン」は歴史ある、日本を代表するラジオ番組。ラジオを聴いているのは私の友達の中でも絞られてくるけど、「オールナイトニッポン」は本当に幅広い層の方が聴いているという印象。」と語っている。

## 放送時間
- 月曜 27:00-29:00

## パーソナリティ
- 大原櫻子

## スタッフ
- 構成：宮澤一彰

## コーナー
はぴば!テレフォン!
放送日が誕生日と重なるリスナーと生電話をするコーナー。
もったいないから
リスナーの身の周りにある「もったいないな〜」と思うことを募り、大原が、きゃりーぱみゅぱみゅの「もったいないとらんど」に合わせて歌う。
カワイイトレンドワード
「この世の中に、もっとカワイイものを溢れさせよう!」という目的のもと、リスナーの周りにある、ちょっとコワいイメージのモノや、 平凡な名前のモノ、ビミョーな名前のモノを、いわゆる「カワイイワード」に置き換えていく。
これは、大原が「卵かけごはん」のことを「たまちゃんごはん」と言っていたことに由来する
劇団 夜櫻
リスナーが創りだした様々な妄想を女優・大原櫻子が演じるが、 ストーリーの最後の一行である「そして、彼（彼女）にキスをした」が決まっているので、その一行で締めくくったストーリーを考えてもらう。

## その他
2014年6月9日放送分では、前半にももいろクローバーZの玉井詩織がゲスト出演した。